# Reto final
Reto final (título original: The Final Alliance) es una película estadounidense de acción y drama de 1990, dirigida por Mario DiLeo, que a su vez se encargó de la fotografía, escrita por John Eubank y Harel Goldstein, musicalizada por Julian Laxton, los protagonistas son David Hasselhoff, Bo Hopkins y John Saxon, entre otros. El filme fue realizado por International Media Exchange y se estrenó el 16 de octubre de 1990.

## Sinopsis
Un vagabundo y un puma, que es su mascota, le hacen frente a unos pandilleros en un pueblo chico de Estados Unidos.